# 개리슨 H. 데이비슨
개리슨 홀트 데이비드슨(Garrison Holt Davidson, 1904년 4월 24일 ~ 1992년 12월 25일)은 1920년대부터 제2차 세계 대전과 냉전 시대까지 활동한 미국 육군 장교, 전투공병, 지휘관, 군사 교육자이다. 제2차 세계 대전 중 최연소 장군 중 한 명으로 임관했으며, 1964년 육군에서 의무적으로 퇴역하기 전 중장 계급에 도달했다. 데이비드슨은 1956년부터 1960년까지 미국 육군사관학교장을 역임했다. 그는 또한 웨스트포인트에서 미식축구를 선수로 뛰고 코치하기도 했으며, 1933년부터 1937년까지 사관생도 팀의 스포츠 감독을 맡아 35승 11패 1무의 기록을 세웠다.

## 학력 및 초기 군 경력

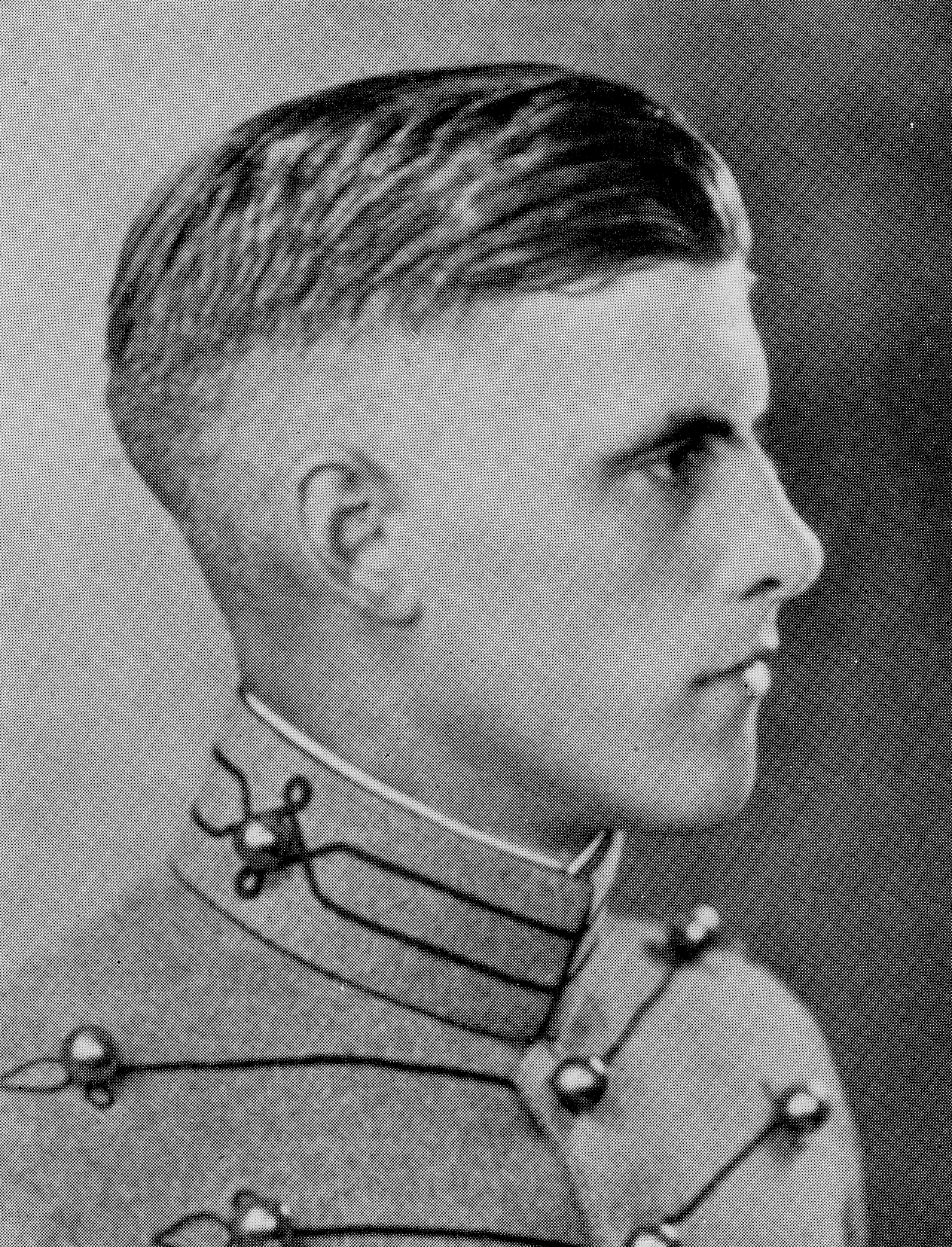
1927년 웨스트포인트에서

데이비드슨은 1904년 4월 24일 뉴욕 브롱크스에서 뉴욕 주방위군 장교의 아들로 태어났다. 1923년, 그는 뉴욕 시의 명문 스터이베선트 고등학교를 졸업했는데, 그곳에서 그는 학교 챔피언 미식축구 팀의 스타였고 오메가 감마 델타 친목회 회원었다.
데이비드슨은 웨스트포인트 (뉴욕주)에 있는 미국 육군사관학교에 임명되면서 군인이 되겠다는 어린 시절의 꿈을 이루었다. 그곳에서 그는 미식축구에서 두각을 나타냈고 1927년 졸업반으로 졸업했다. 졸업과 동시에 그는 델라웨어주 포트 듀폰의 제1공병연대에서 미국 육군 공병대 소위로 임관했으며, 육군 미식축구 보조 코치로서 웨스트포인트와의 관계를 유지했다.
1930년, 데이비드슨은 웨스트포인트로 돌아와 철학 강사이자 미식축구 보조 코치로 일했다. 1933년, 29세의 나이로 그는 육군사관학교 최연소 스포츠 감독이 되었고, 1937년 5시즌을 마쳤을 때 35승 11패 1무의 기록을 세웠다. 1938년부터 1940년까지 그는 하와이주에 주둔하여 제3공병연대의 중대장을 맡았다. 1940년, 그는 샌프란시스코만 북쪽 해안에 있는 해밀턴 육군 비행장(현재 해밀턴 공군 기지로 알려짐)의 주둔지 공병으로 캘리포니아주로 돌아왔다. 데이비드슨이 도착할 당시 해밀턴의 임무는 폭격기 기지에서 커티스 P-40 워호크와 커티스 P-36 호크 전투기 6개 비행대가 추가되면서 확장되고 있었다.

## 제2차 세계 대전
1942년 2월, 데이비드슨은 워싱턴 D.C.로 전근하여 레슬리 그로브스 대령을 위해 펜타곤 건설 작업을 수행하는 공병감실 건설부 차장으로 일했다.
1942년 10월까지 데이비드슨은 대령이자 조지 S. 패튼 장군의 지휘 아래 연합군 북아프리카의 횃불 작전 서부 기동대 부수석 공병이었다. 1943년 6월 제1기갑사단이 시칠리아 침공을 위해 이동하면서 제7군 (미국)으로 활성화되었고, 데이비드슨은 그곳의 수석 공병 장교가 되었다. 전투공병으로서 그는 제7군의 시칠리아 상륙을 용이하게 하고 패튼의 기갑부대가 적진을 가로질러 빠르게 이동할 수 있도록 했다. 감사하는 패튼은 1943년 9월 데이비드슨을 준장으로 전장 진급시키는 데 자신의 장성 휘장 중 하나를 사용하여 39세의 나이로 전쟁 중 가장 젊은 장군 중 한 명이 되었다. 데이비드슨은 마크 웨인 클라크 장군과 알렉산더 패치 장군의 임시 지휘 하에 제7군에 남아 있었고, 1944년 6월 노르망디 상륙작전에 이은 프랑스 남부 연합군 상륙작전인 앤빌 작전 / 용기병 작전 계획의 핵심 인물이었다. 그는 독일을 거쳐 이동하는 제7군과 계속 함께했다. 전쟁이 끝날 무렵 그는 전후 점령 Fifteenth United States Army의 공병이었고 군사 피고인들을 위한 첫 번째 뉘른베르크 전범 재판의 의장을 역임했다.

## 6.25 전쟁
제2차 세계 대전 후인 1946년, 데이비드슨은 Sixth United States Army의 수석 공병으로 배정되었고 1948년에는 프레시디오 오브 샌프란시스코에서 마크 웨인 클라크 장군과 앨버트 C. 웨드마이어 장군의 참모장이 되었다. 1950년 7월, 그는 제2차 세계 대전 중 패튼 휘하에서도 복무했던 Eighth United States Army 사령관 월튼 H. 워커에 의해 한국으로 소집되었고, 워커는 데이비드슨에게 낙동강 방어선을 보호하는 방어선을 구축하라고 지시했다. "데이비드슨 라인"으로 알려진 이 방어선은 데이비드슨이 더글러스 맥아더 장군과 워커의 선호에 따라 방어선과 좋은 내부 통신을 희생하면서 자신의 전문적인 판단을 꺾고 건설해야 했다.
북한군의 침공이 격퇴되자 데이비드슨은 제24보병사단 (미국)에 부사령관으로 배정되었다. 데이비드슨은 두 번째 북한군 침공에 맞서 부산 주변에 더욱 방어 가능한 방어선을 구축하려는 노력을 다시 시작했다. 그런 다음 그는 인천에서 남쪽으로 침공하는 군대와 연결하기 위해 방어선에서 벗어나는 "태스크 포스 데이비드슨"을 이끌었다. 그 후, 그는 서울 북쪽에 요새를 건설했다. 그는 한국군사고문단 사령관 대행으로서의 임무를 마쳤다.

## 군사 교육자 및 냉전 전사
한국에서 돌아온 데이비드슨은 1951년부터 1954년까지 펜타곤의 무기 체계 평가 그룹에서 지상군 고문으로 일했으며 그곳에서 1952년에 소장으로 진급했다. 다음 6년 동안 데이비드슨은 전후 및 원자 시대에 복무하는 장교들을 훈련시키는 데 중요한 역할을 했다. 1954년부터 그는 캔자스주 포트 레븐워스에 있는 미 육군 Command and General Staff College 사령관을 맡았고, 1956년에는 미국 육군사관학교로 돌아와 교장이 되었다. 그곳에서 그는 실바누스 세이어 육군사관학교장이 1817년부터 1833년까지 재직한 이래 거의 변하지 않은 육군사관학교의 교육 프로그램을 수정하고 현대화하는 과정을 시작하고, 강력한 전통주의적 관점을 천천히 극복하며 장벽을 허물기 시작했다. 그의 개혁의 추진력과 진전은 그의 후임인 윌리엄 웨스트모얼랜드의 교장 재임 기간과 1970년대까지 더 쉽게 계속되었다. 1957년, 웨스트포인트에 있는 동안 그는 중장으로 진급 및 승인되었다.
웨스트포인트 이후, 데이비드슨은 제7군 (미국)으로 돌아와 냉전 기간 동안 서독에 전진 배치된 병력의 사령관으로 근무했다. 1961년 여름 베를린 장벽 위기 동안 데이비드슨은 미국의 군사적 대응이나 개입을 지휘했을 것이다.
1962년, 데이비드슨의 마지막 지휘는 뉴욕 거버너스섬 포트 제이에 본부를 둔 First United States Army였다. 그곳에서 그는 또한 유엔 주재 미군 대표로도 근무했다. 37년간의 군 생활 끝에 데이비드슨은 의무 퇴역 연령에 도달하여 1964년 4월 30일 현역에서 퇴역했다.

## 은퇴
데이비드슨은 캘리포니아로 이주하여 캘리포니아 대학교 버클리 캠퍼스 부총장으로 재직했다. 그는 1983년부터 1985년까지 로널드 레이건 대통령에 의해 미국 육군사관학교 방문자 위원회 위원으로 2년 임기를 맡으면서 웨스트포인트와의 인연을 다시 시작했다.
데이비드슨은 1992년 12월 25일 캘리포니아 오클랜드에서 사망했으며 웨스트포인트 묘지에 묻혔다. 그의 묘비 비문에는 "군인, 코치, 교육자 그리고 그의 최고의 팀원"이라고 적혀 있으며, 후자는 58년간의 아내였던 베론 그루엔터 데이비드슨을 지칭한다. 그녀는 1996년에 사망했으며 전 NATO 사령관인 앨프리드 M. 그루엔터 장군의 누이였다.

## 개인사
데이비드슨은 헨리 플레처 데이비드슨(Henry Fletcher Davidson, 1877–1961)과 프랜시스 오브리 (홀트) 데이비드슨(Frances Aubrey (Holt) Davidson, 1883–1913)의 아들이었다. 그의 남동생 마셜 B. 데이비드슨은 역사와 미국 문화에 대한 비소설 작가가 되었다. 그들의 삼촌은 영화배우 잭 홀트였다. 어머니가 돌아가신 후, 아버지는 1915년에 헬렌 글래디스 스캐너빈과 결혼했다.
데이비드슨은 1934년 6월 21일 오마하에서 베론 그루엔터와 결혼했다. 사망 당시, 개리슨은 세 아들(로스앤젤레스의 개리슨 홀트 주니어, 코네티컷주 다리엔의 토마스 M., 플로리다주 새러소타의 앨런 R.), 세 딸(캘리포니아주 샌루이스오비스포의 린다 L. 허스트, 캘리포니아주 마르티네즈의 보니 일레인 바델리니와 게일 마리 데이비드슨), 14명의 손주, 그리고 2명의 증손주를 남겼다.

## 감독 기록
틀:CFB Yearly Record Start
틀:CFB Yearly Record Subhead
틀:CFB Yearly Record Entry
틀:CFB Yearly Record Entry
틀:CFB Yearly Record Entry
틀:CFB Yearly Record Entry
틀:CFB Yearly Record Entry
틀:CFB Yearly Record Subtotal
틀:CFB Yearly Record End